# Musée des beaux-arts de Pau

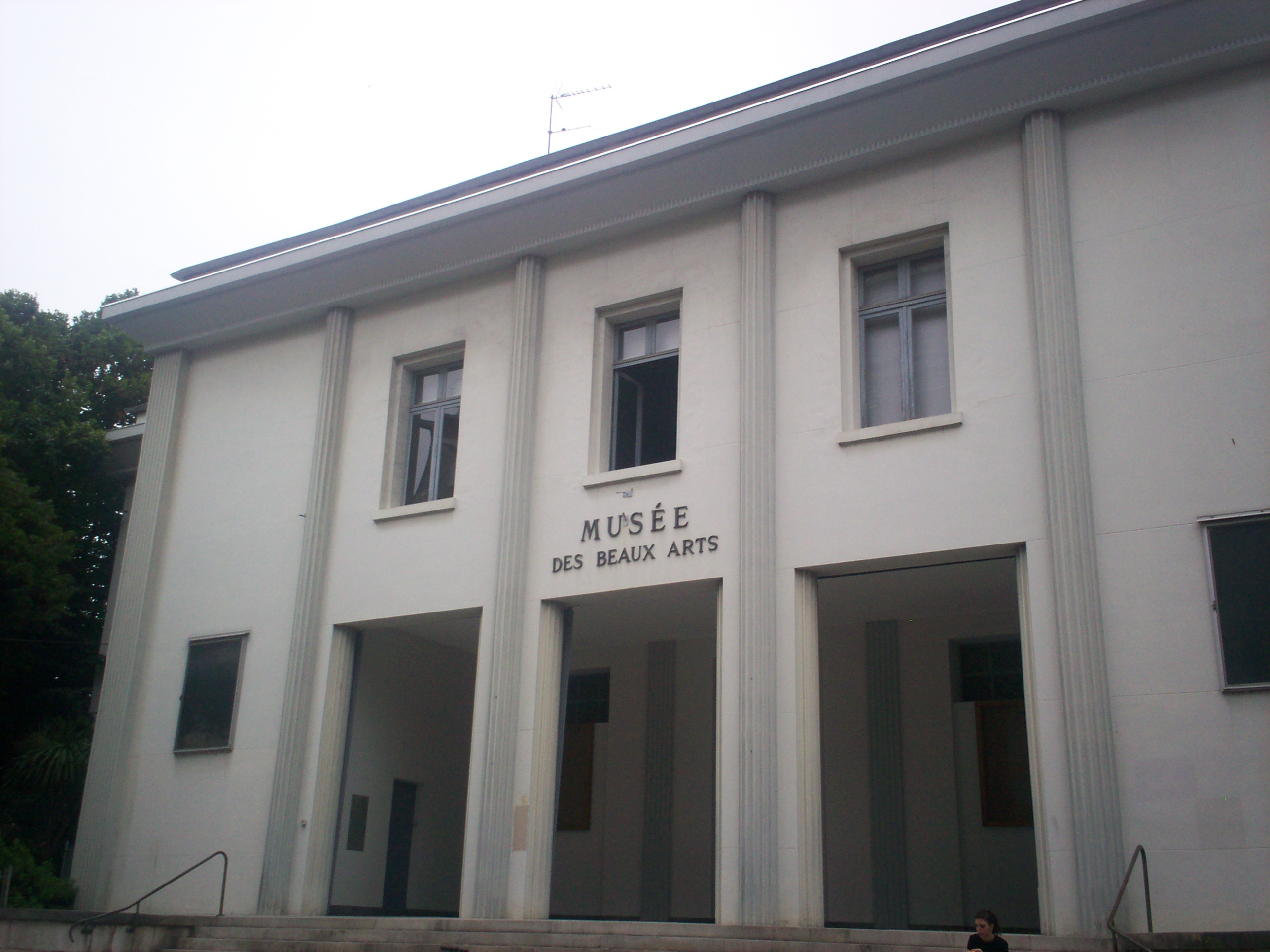
Musée des beaux-arts de Pau, Außenansicht

Das Musée des beaux-arts de Pau (Museum der Schönen Künste) ist das städtische Kunstmuseum von Pau. Es wurde 1864 begründet und befindet sich in der Rue Mathieu Lalanne im Zentrum der Stadt. Schwerpunkt der Sammlung sind französische Gemälde des 19. Jahrhunderts. Darüber hinaus gibt es ältere Werke verschiedener europäischer Schulen und Arbeiten des 20. Jahrhunderts.

## Geschichte
Die Gründung des Museums in Pau geht zurück auf eine Gruppe von Kunstinteressierten, die sich am 12. April 1863 zur Société des Amis des Arts zusammenschlossen. Diese Vereinigung der Kunstfreunde, zu der auch der Bürgermeister Patrick O’Quin gehörte, begründete 1864 mit Unterstützung des Stadtrates das Musée des beaux-arts de Pau. Als Ausstellungsgebäude diente zu Beginn die 1. Etage des alten Justizpalastes. Gezeigt wurden zunächst Gemälde, die aus dem Rathaus der Stadt ins Museum gelangten. Hinzu kamen vom französischen Staat übertragene Kunstwerke und erste Ankäufe. So wurde beispielsweise bereits 1864 das Historienbild La duchesse de Nemours et Henri III von Arnold Scheffer erworben. 1872 kamen durch Erbschaft 30 Gemälde aus der Sammlung Louis La Caze ins Museum. Hierzu gehörten beispielsweise Werke von Francisco de Zurbarán oder Jacob Jordaens. Durch das Vermächtnis des 1875 verstorbenen Emile Noulibos erhielt das Museum einen Ankaufsetat für zeitgenössische französische Malerei. Hieraus konnte unter anderem 1878 Degas’ Meisterwerk Das Baumwollkontor in New Orleans angekauft werden. Das Museum bezog 1881 das Gebäude des alten Asile d’aliénés, der früheren Irrenanstalt an der Place Bosquet. In direkter Nachbarschaft konnte 1931 ein Museumsneubau im Stil des Art déco eröffnet werden.

## Sammlung
Die altitalienische Malerei ist im Museum mit einigen bedeutenden Werken vertreten. Hierzu gehören die religiösen Motive Tobias nimmt das Herz und die Leber des Fisches von Pietro della Vecchia, Heilige Familie von Andrea Solari und Hagar und der Engel von Simone Cantarini. Darüber hinaus gibt es beispielsweise das Bildnis Ein Philosoph von Luca Giordano. In der Sammlung finden sich zudem exemplarische Werke der flämischen und altniederländischen Malerei wie ein Damenbildnis von Bartholomeus van der Helst, eine Hebe von Jacob Jordaens, die bäuerliche Szene Der Viehhandel von David Teniers dem Jüngeren, das Schlachtenbild Der Kampf um die Standarte von Philips Wouwerman, das Bildnis Mann mit Feder von Jan Lievens, das Historienbild Achilles besiegt Hektor von Peter Paul Rubens und die religiösen Motive Büßende Magdalena von Cornelis de Vos und Einzug in die Arche von Jan Brueghel dem Älteren. Weiterhin gibt es einige Beispiele spanischer Barockmalerei wie ein Heiliger Franziskus von El Greco, ein Heiliger Hieronymus von Jusepe de Ribera, ein Bildnis Felipe de Guimaran von Francisco de Zurbarán und ein Christus am Kreuz von Alonso Cano. Aus dem 19. Jahrhundert stammt das Landschaftsbild Blick auf Toledo von Aureliano de Beruete. Zudem gibt es von dem schwedischen Maler Anders Zorn die Ansicht aus der Bretagne Pêcheurs de Saint-Ives.

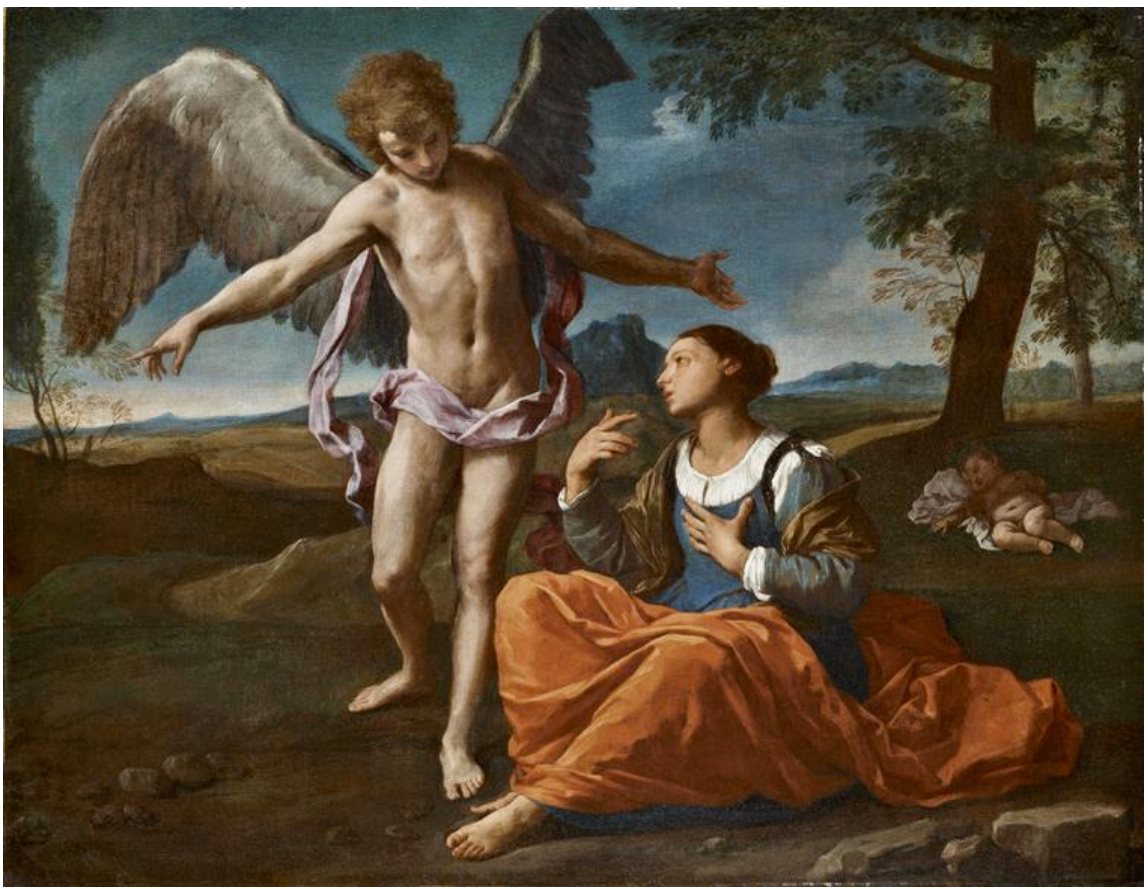
Simone Cantarini: Hagar und der Engel
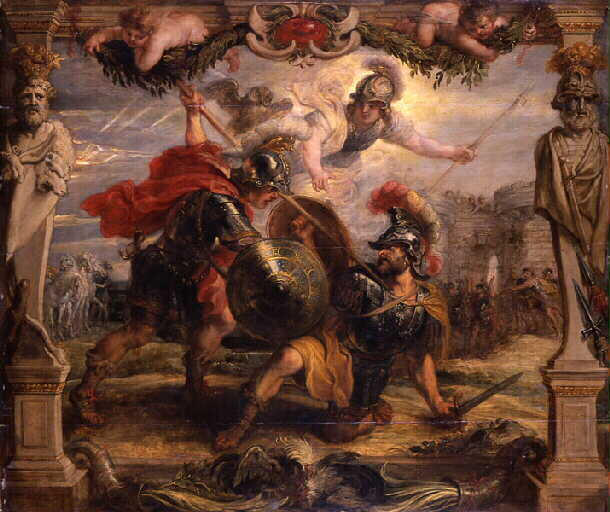
Peter Paul Rubens: Achilles besiegt Hektor
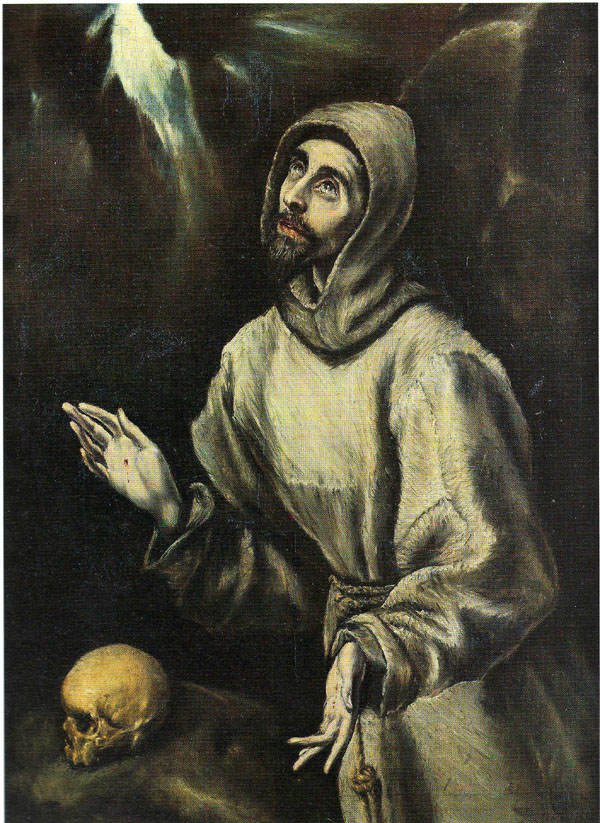
El Greco: Heiliger Franziskus

Schwerpunkt der Museumssammlung sind Werke der französischen Malerei. Neben einigen älteren Gemälden wie die mythologische Frauendarstellung Bildnis der Mademoiselle de Barral als Diana von Nicolas de Largillière oder das Porträt Madame de Miramion von François de Troy sind hier vor allem Arbeiten aus dem 19. Jahrhundert zu finden. Dazu gehören das Historienbild Judit und Holofernes von Horace Vernet, die Spanienmotive Don Quichotte et Sancho von Alexandre-Gabriel Decamps und Courses de taureaux en Espagne von Alfred Dehodencq und das Orientbild Esther à l'odalisque von Léon Benouville. Hinzu kommen Landschaftsbilder wie Fontainebleau aux gorges d’Apremont von Jean-Baptiste Camille Corot und Les Pyrénées vues d’Ustaritz von Théodore Rousseau oder das Bildnis Portrait de femme von Thomas Couture.

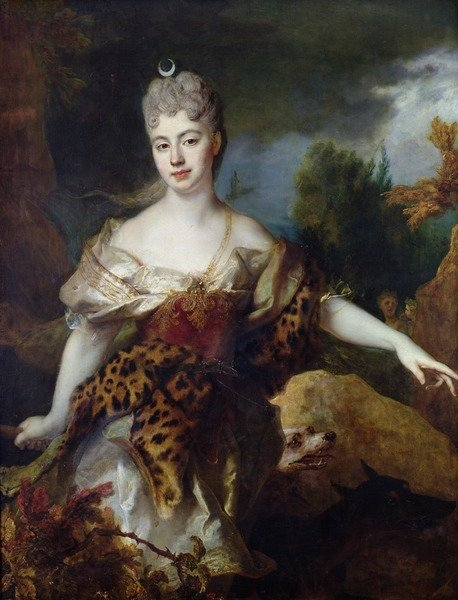
Nicolas de Largillière: Bildnis der Mademoiselle de Barral als Diana
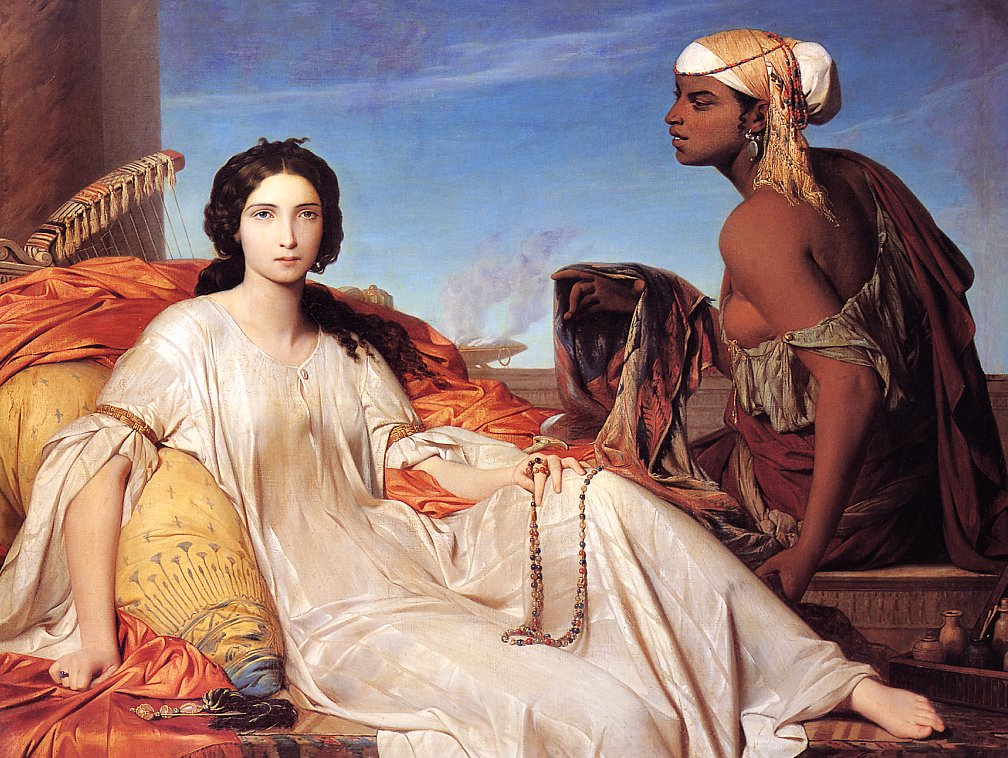
Léon Benouville: Esther à l'odalisque
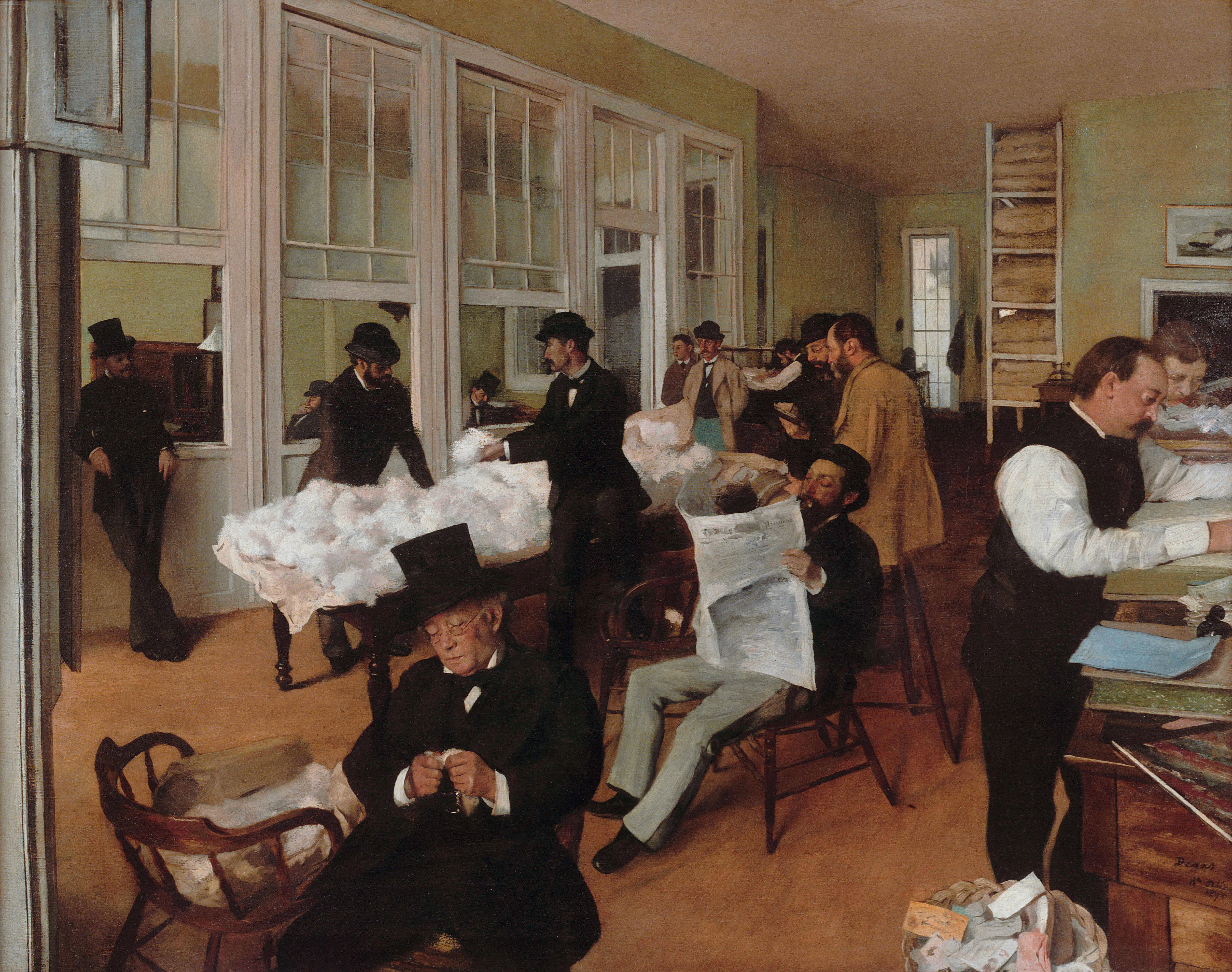
Edgar Degas: Das Baumwollkontor in New Orleans
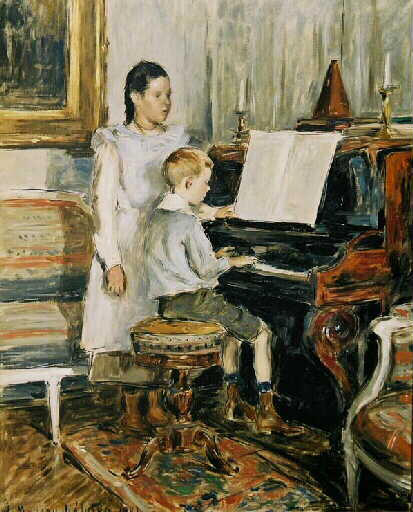
Étienne Moreau-Nélaton: Enfants au piano

Aus der zweiten Hälfte des 19. Jahrhunderts gibt es Werke der Schule von Barbizon wie die Landschaft Effet de soleil couchant von Constant Troyon oder die Venedigansicht Le Place Saint Marc a Venise von Félix Ziem, akademische Malerei wie Le Bon Samaritain von Augustin Théodule Ribot, die Damenbildnisse Madame Maurice Pascal et son chien Tiny von Léon Bonnat und Tête d’étude von Jean-Jacques Henner und die Berglandschaft La Passerelle sur le gave von Eugène Isabey. Zu den Werken des Realismus in der Sammlung gehören die Darstellung der Marktfrau Marianne Offrey von Alfred Philippe Roll oder die Ansicht eines Schlachthauses Echaudoir von Henri Gervex. Von Eugène Boudin gibt es die beiden Hafenansichten Anvers und Le Port de Bordeaux. Die Malerei des Impressionismus ist im Museum vertreten durch Werke wie das Frauenbildnis Joueuse de mandoline und das Landschaftsbild Une allée à La-Queue-en-Brie von Henri Rouart, das Interieurbild mit Kindern Enfants au piano von Étienne Moreau-Nélaton, die Gartenszene Pasie cousant dans le jardin de Bougival von Berthe Morisot, das Gruppenporträt Le Déjeuner dans la serre von Louise Abbéma, die Flusslandschaft Les Bords de la Marne. Pêche à l’épervier à la boucle de Saint-Maur von Stanislas Lépine und die Stierkampfszene Novillada en Biscaye von Gustave Colin. Zu den bedeutendsten Werken der Sammlung gehört Das Baumwollkontor in New Orleans von Edgar Degas, das erste von einem Museum erworbene Gemälde des Malers. Weiterhin gibt es Bilder des Symbolismus wie die Gemälde Mère et Enfant und Voir et comprendre von Eugène Carrière oder die in ähnlicher Malweise entstandenen Werke Rêve de poète ou Nuit de printemps und Danses von Henri Fantin-Latour. Gegen Ende des Jahrhunderts entstanden Landschaftsbilder wie Notre-Dame vue du quai de la Tournelle von Albert Lebourg und Au village de Champs und L’Allée des Platanes von Jean-François Raffaëlli. Aus dem 19. Jahrhundert stammt zudem die Bronzebüste Portrait de Rose Beuret von Auguste Rodin.
Aus dem 20. Jahrhundert gibt es im Museum die Hafenansicht Barques à Ciboure und das Parismotiv Notre-Dame, soleil von Albert Marquet, die Werke Le 14 Juillet en Avignon, Les Deux Amies und Paysage von André Lhote, Les Musiciens, Parade de foire dans le Finistère und Portrait d’Aman-Jean von Lucien Simon und das Damenbildnis Portrait d’Anne Diriart von Kees van Dongen. Darüber hinaus gibt es Arbeiten von Künstlern aus der Zeit nach dem Zweiten Weltkrieg, darunter von Raymond Guerrier und Jean-Jacques Morvan.